# Сертан
Серта́н (порт. Sertã; МФА: [sɨɾ.ˈtɐ̃], Сирта́н, «пустир») — муніципалітет і містечко в Португалії, в окрузі Каштелу-Бранку. Розташований у центральній частині країни, на теренах історичної португальської провінції Бейра. Належить до Порталегрівсько-Каштелу-Бранківської діоцезії Католицької церкви в Португалії. Права міського самоврядування має з 1455 року. Поділяється на 10 парафій. За адміністративним поділом, чинним до 1976 року, був складовою провінції Нижня Бейра. Площа муніципалітету — 453,13 км², населення муніципалітету — 15880 ос. (2011); густота населення — 35,05 осіб/км²
. Патрон — святий Петро. Святковий день муніципалітету — 24 червня. Поштовий індекс — 6100.  Код місцевої адміністративної одиниці — 0509. Складова статистичного регіону Центр.

## Назва
- Серта́н (порт. Sertã, стара орфографія: порт. Certã) — сучасна португальська назва.

## Географія
Сертан розташований в центрі Португалії, на заході округу Каштелу-Бранку.
Сертан межує на півночі з муніципалітетом Пампільоза-да-Серра, на північному сході — з муніципалітетом Олейруш, на південному сході — з муніципалітетом Пруенса-а-Нова, на півдні — з муніципалітетами Масан і Віла-де-Рей, на південному заході — з муніципалітетом Феррейра-ду-Зезере, на заході — з муніципалітетом Фігейро-душ-Вінюш, на північному заході — з муніципалітетом Педроган-Гранде.

## Історія
1455 року португальський король Афонсу V надав Сертану форал, яким визнав за поселенням статус містечка та муніципальні самоврядні права.

## Населення
| Кількість мешканців | Кількість мешканців | Кількість мешканців | Кількість мешканців | Кількість мешканців | Кількість мешканців | Кількість мешканців | Кількість мешканців | Кількість мешканців | Кількість мешканців | Кількість мешканців | Кількість мешканців | Кількість мешканців | Кількість мешканців | Кількість мешканців |
| ------------------- | ------------------- | ------------------- | ------------------- | ------------------- | ------------------- | ------------------- | ------------------- | ------------------- | ------------------- | ------------------- | ------------------- | ------------------- | ------------------- | ------------------- |
| 1864                | 1878                | 1890                | 1900                | 1911                | 1920                | 1930                | 1940                | 1950                | 1960                | 1970                | 1981                | 1991                | 2001                | 2011                |
| 15 976              | 16 923              | 18 332              | 20 380              | 22 617              | 23 288              | 24 057              | 27 183              | 28 623              | 27 997              | 23 846              | 21 503              | 18 199              | 16 720              | 15 880              |

## Парафії
- Варзея-душ-Кавалейруш
- Ерміда
- Кабесуду
- Карвалял
- Каштелу
- Кумеада
- Мармелейру
- Нешперал
- Паляйш
- Педроган-Пекену
- Сернаше-ду-Бонжардін
- Сертан
- Фігейреду
- Тровішкал